# کفشدوزک برفی
کفشدوزک برفی (نام علمی: Coccidula lepida) نام یک گونه از تیره کفشدوزک است.